# Oliarus laratensis
Oliarus laratensis är en insektsart som beskrevs av Frederick Arthur Godfrey Muir 1924. Oliarus laratensis ingår i släktet Oliarus och familjen kilstritar. Inga underarter finns listade i Catalogue of Life.